# Gymnothorax polygonius
 Gymnothorax polygonius és una espècie de peix de la família dels murènids i de l'ordre dels anguil·liformes.

## Morfologia
Els mascles poden assolir els 84 cm de longitud total.

## Distribució geogràfica
Es troba a l'Atlàntic oriental (Madeira i Cap Verd) i a l'Atlàntic occidental central (Cuba).